# Olympische Jugend-Sommerspiele 2014/Teilnehmer (Usbekistan)
| Gelbes Symbol für Goldmedaillen mit stilisierten Olympischen Ringen | Graues Symbol für Silbermedaillen mit stilisierten Olympischen Ringen | Braundes Symbol für Bronzemedaillen mit stilisierten Olympischen Ringen |
| ------------------------------------------------------------------- | --------------------------------------------------------------------- | ----------------------------------------------------------------------- |
| 2                                                                   | 3                                                                     | 3                                                                       |

Die Jugend-Olympiamannschaft aus Usbekistan für die II. Olympischen Jugend-Sommerspiele vom 16. bis 28. August 2014 in Nanjing (Volksrepublik China) bestand aus 28 Athleten.

## Athleten nach Sportarten

### Boxen
Jungen
- Sulaymon Latipov
Halbfliegengewicht: Silber
- Bektemir Meliqoʻziyev
Weltergewicht: Gold
- Kozimbek Mardonov
Mittelgewicht: 4. Platz

### Gewichtheben
| Mädchen - Kamila Abdullaeva Superschwergewicht: 9. Platz | Jungen - Adkhamjon Ergashev Bantamgewicht: Bronze - Farkhodbek Sobirov Schwergewicht: Silber |

### Judo
Jungen
- Sukhrob Tursunov
Klasse bis 66 kg: Bronze 
Mixed: Gold  (im Team Rogue)

### Kanu
Jungen
- Artur Guliev
Kanu-Einer Sprint: 4. Platz
Kanu-Einer Slalom: DNF (Vorlauf)

### Rhythmische Sportgymnastik
Mädchen
- Anora Davlyatova
Einzel: 8. Platz
- Sabrina Ramazanova
- Gyuzal Raymanova
- Komilabonu Rustamova
- Irina Saleh
- Karina Tagaeva
Mannschaft: 4. Platz

### Ringen
| Mädchen - Shakhodat Djullibaeva Freistil bis 52 kg: 5. Platz | Jungen - Ilkhom Bakhromov Griechisch-römisch bis 50 kg: Gold - Abubakr Alimov Griechisch-römisch bis 69 kg: 7. Platz |

### Rudern
| Mädchen - Yulduz Kulgovaya Einer: 21. Platz | Jungen - Shakhboz Abdujabborov Einer: 16. Platz |

### Schießen
Jungen
- Vladimir Svechnikov
Luftpistole 10 m: 6. Platz
Mixed: Gold  (mit Lidija Nentschewa  Bulgarien)
- Vadim Skorovarov
Luftgewehr 10 m: 4. Platz
Mixed: 18. Platz (mit Ana Ivanovska  Nordmazedonien)

### Schwimmen
Jungen
- Artyom Pukhnatiy
100 m Freistil: 31. Platz
200 m Lagen: 16. Platz
- Andrey Pravdivtsev
50 m Brust: 13. Platz
100 m Brust: 21. Platz

### Taekwondo
Mädchen
- Umida Abdullaeva
Klasse über 63 kg: Silber

### Tischtennis
Mädchen
- Regina Kim
Einzel: 25. Platz
Mixed: 25. Platz (mit Abdulrahman Al-Naggar  Katar)

### Trampolinturnen
Jungen
- Amiran Babayan
Einzel: 11. Platz

### Turnen
| Mädchen - Veronika Orlova Einzelmehrkampf: 21. Platz | Jungen - Timur Kadirov Einzelmehrkampf: 29. Platz Seitpferd: Bronze |